# Semiluki
Semiluki (russisch Семилуки) ist eine Stadt in der Oblast Woronesch (Russland) mit 26.023 Einwohnern (Stand 14. Oktober 2010).

## Geografie
Semiluki ist als westliche Satellitenstadt der Oblasthauptstadt Woronesch nur etwa 10 km von dessen Stadtzentrum entfernt. Die Stadt liegt auf der Mittelrussischen Platte am rechten Ufer des Don.
Semiluki ist Verwaltungszentrum des gleichnamigen Rajons.
Die Stadt liegt an der Eisenbahnstrecke Kursk–Woronesch, welche hier den Don überquert.

## Geschichte
Semiluki wurde als Dorf erstmals in Dokumenten der Stadt Woronesch 1615 erwähnt. Die Bezeichnung ist vom Toponym U semi luk abgeleitet, russisch wörtlich Bei den sieben Flussbiegungen, also „mehreren Flussbiegungen des Don“.
Gegen Ende des 19. Jahrhunderts war ein Großteil der Bevölkerung in den Kalk- und Sandsteinbrüchen der Umgebung beschäftigt. Eine Stationssiedlung entstand im Zusammenhang mit der Eröffnung der Eisenbahnstrecke 1894.
Altes Dorf und Stationssiedlung wuchsen allmählich zusammen. 1929 entstand ein großes Werk für Feuerfestmaterialien; 1931 wurde der Ort Verwaltungszentrum eines Rajons.
Im Zweiten Weltkrieg wurde Semiluki am 4. Juli 1942 von der deutschen Wehrmacht besetzt und am 25. Januar 1943 von Truppen der Woronescher Front der Roten Armee zurückerobert. Während des Krieges wurde der Ort zu 90 Prozent zerstört, zumal die Frontlinie über ein halbes Jahr in unmittelbarer Nähe, im Stadtgebiet von Woronesch, verlief.
Im Zusammenhang mit der Wiedererrichtung des im Krieg zerstörten Feuerfestmaterialienwerkes wurde Semiluki 1954 das Stadtrecht verliehen.

### Bevölkerungsentwicklung
| Jahr | Einwohner |
| ---- | --------- |
| 1939 | 7.331     |
| 1959 | 13.323    |
| 1970 | 18.221    |
| 1979 | 20.243    |
| 1989 | 21.650    |
| 2002 | 25.559    |
| 2010 | 26.023    |

Anmerkung: Volkszählungsdaten

## Kultur und Sehenswürdigkeiten

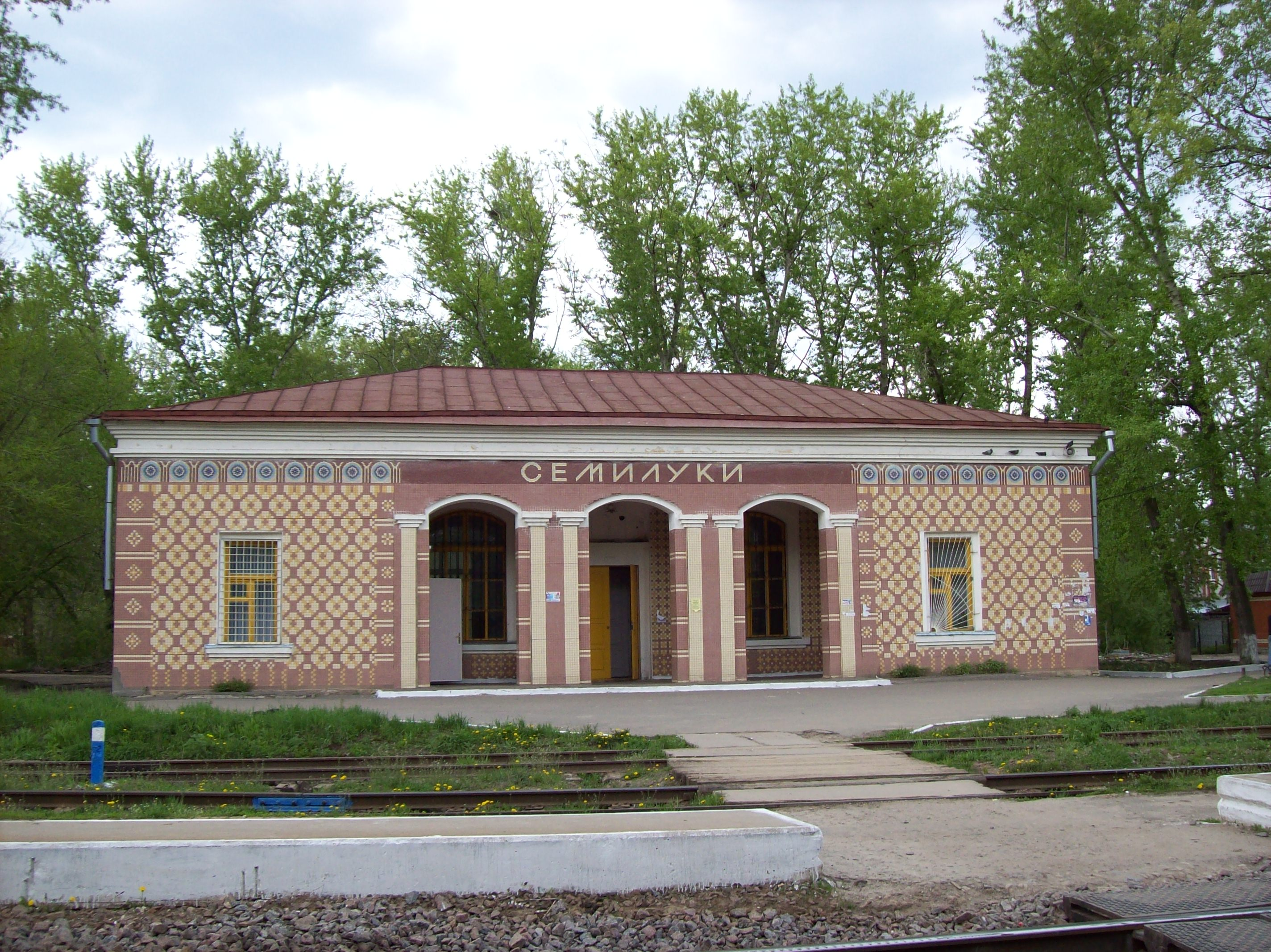
Das Bahnhofsgebäude von Semiluki

Im Rajon Semiluki gibt es eine Reihe archäologischer Denkmale aus der frühen und mittleren Bronzezeit (2. Jahrtausend v. Chr.), der Skythenzeit (4. bis 3. Jahrhundert v. Chr.) sowie der altrussischen Periode (12. bis 13. Jahrhundert).

## Wirtschaft
Wichtigstes Unternehmen der Stadt ist das Werk für Feuerfestmaterialien auf Grundlage der unweit abgebauten Gesteine (ein weiteres Werk befindet sich bei der Siedlung städtischen Typs Latnaja des Rajons Semiluki). Außerdem gibt es weitere Betriebe der Baustoffwirtschaft, eine chemische Fabrik und Lebensmittelindustrie.

## Söhne und Töchter der Stadt
- Alexander Wassiljewitsch Tkatschow (* 1957), Olympiasieger im Turnen